# Sojuz TMA-06M
Il Sojuz TMA-06M è stato un volo astronautico verso la Stazione Spaziale Internazionale (ISS) e parte del programma Sojuz che ha trasportato i tre membri della Expedition 33; inoltre è stato il 115° volo con equipaggio della navetta Sojuz dal primo volo avvenuto nel 1967.

## Equipaggio
| Ruolo               | Equipaggio                                           | Equipaggio                                           |
| ------------------- | ---------------------------------------------------- | ---------------------------------------------------- |
| Comandante          | Oleg Novickij, Roscosmos Expedition 33 Primo volo    | Oleg Novickij, Roscosmos Expedition 33 Primo volo    |
| Ingegnere di volo 1 | Evgenij Tarelkin, Roscosmos Expedition 33 Primo volo | Evgenij Tarelkin, Roscosmos Expedition 33 Primo volo |
| Ingegnere di volo 2 | Kevin Ford, NASA Expedition 33 Secondo volo          | Kevin Ford, NASA Expedition 33 Secondo volo          |

### Equipaggio di riserva
| Ruolo               | Equipaggio                    | Equipaggio                    |
| ------------------- | ----------------------------- | ----------------------------- |
| Comandante          | Pavel Vinogradov, Roscosmos   | Pavel Vinogradov, Roscosmos   |
| Ingegnere di volo 1 | Aleksandr Misurkin, Roscosmos | Aleksandr Misurkin, Roscosmos |
| Ingegnere di volo 2 | Christopher Cassidy, NASA     | Christopher Cassidy, NASA     |

## Trasporto

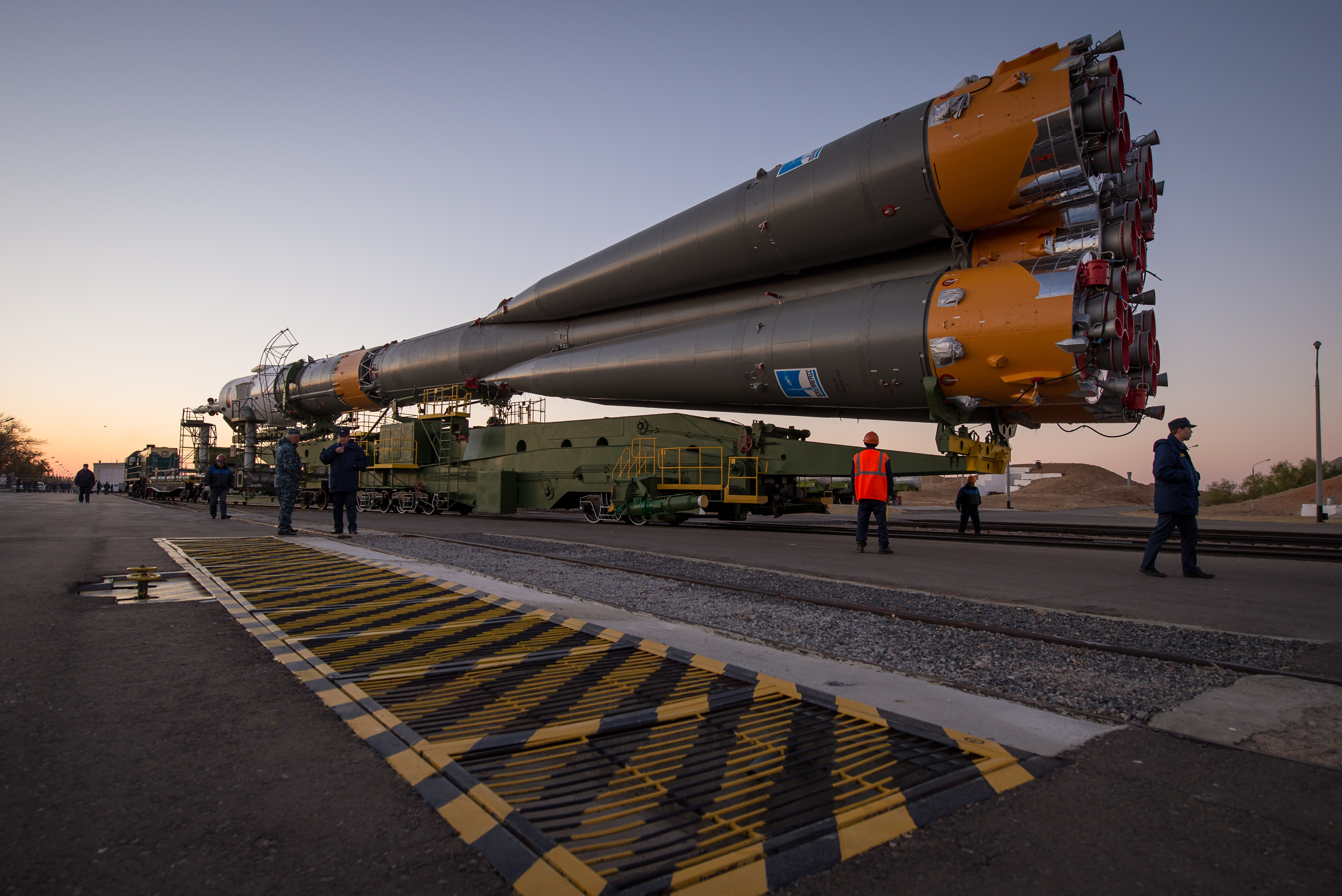
Il trasporto su rotaia del vettore Sojuz FG il 21 ottobre 2012

Il 21 ottobre 2012 il vettore Sojuz FG con in testa la capsula Sojuz TMA-06M è stato trasportato con un treno e quindi eretto sulla rampa di lancio 6 Tereškova del Site 31 del cosmodromo di Baikonur. Per questa missione fu usata la rampa di lancio "31/6" al posto della rampa "5" del sito "1", quella normalmente usata per i voli umani, perché in fase di manutenzione e aggiornamento. Per questo il viaggio dell'equipaggio alla rampa "31/6" durò 1 ora e 10 minuti, 50 minuti più lungo di quello verso la rampa "1/5"

## Lancio

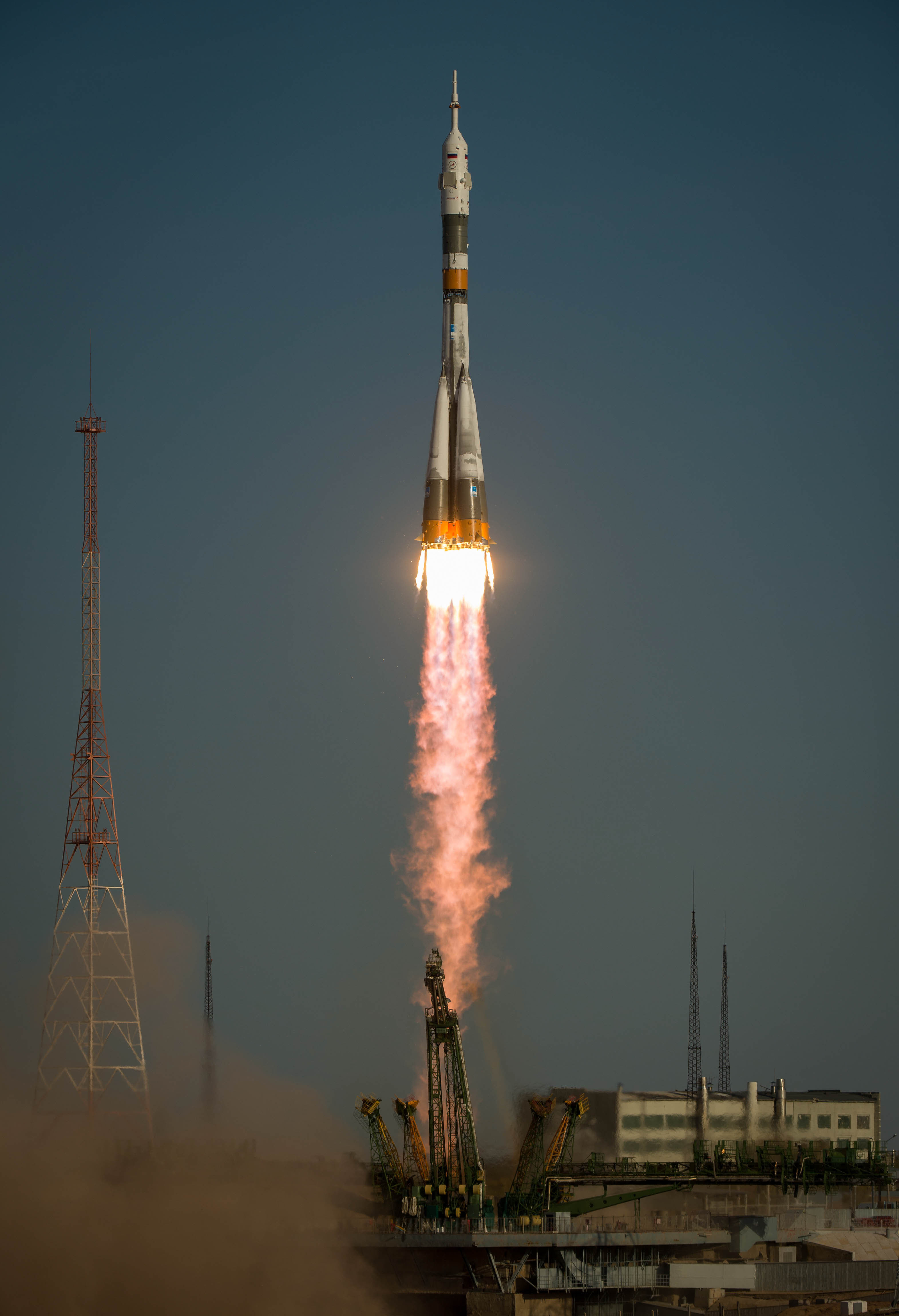
Il lancio della Sojuz TMA-06M verso la Stazione Spaziale Internazionale.

Il lancio della Sojuz TMA-06M è stato il primo volo con equipaggio ad usare la rampa di lancio "Remote Site 31" dal luglio 1984
, quando la Sojuz T-12 fu lanciata verso la stazione spaziale russa Salyut 7.
Il lancio della Sojuz è avvenuto senza particolari problemi dal cosmodromo di Baikonour (Kazakhstan) il 23 ottobre 2012, con l'eccezione di un allarme considerato subito non rilevante dai controllori di volo. La Sojuz è entrata in orbita dopo 9 minuti per proseguire il suo volo di 34 orbite verso la Stazione Spaziale Internazionale.

## Aggancio alla ISS

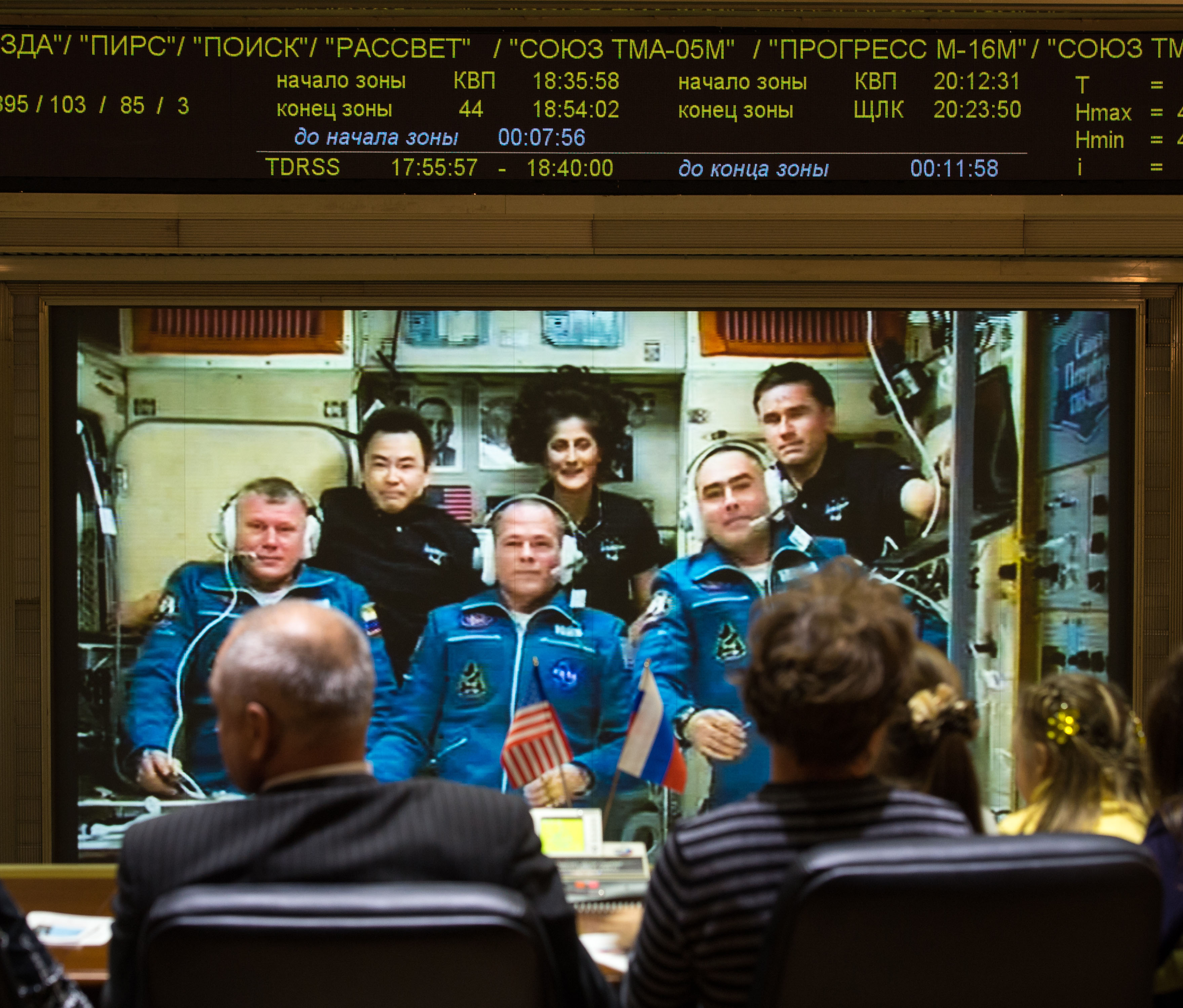
A bordo della stazione spaziale, l'equipaggio della Sojuz parla con il controllo missione russo poco dopo il docking.

Per prepararsi all'operazione di aggancio, la Sojuz effettuò 3 aggiustamenti orbitali per aumentare la sua altitudine. Le prime due accensioni furono effettuate lo stesso giorno del lancio, con la prima dopo 4.5 ore dal decollo. La terza accensione venne effettuate il giorno seguente (Flight Day 2). A borde della Stazione Spaziale, l'equipaggio completò le preparazione per l'aggancio e configurò le videocamere per registrare le operazioni di doscking del giorno dopo.
Il giorno dell'aggancio, la Automated Rendezvous Sequence, la sequenza automatica di aggancio, iniziò alle 10:15 UTC. Dopo 3 minuti, la Stazione Spaziale effettuò una manovra per impostare la corretta attitudine mentre l'equipaggio della Sojuz attivò il sistema di navigazione Kurs in grado di fornire accurate misure di distanza e velocità ai computer di bordo.
Arrivati a 300 metri di distanza, i controllori di missione russi detterò il "GO" alla Sojuz per il Flyaround, la manovra di orbita della capsula attorno alla ISS. Dopo il completamento del flyaround ed il raggiungimento di una distanza di 190 meetri, l'ISS iniziò le operazioni di "station-keeping" per mantenere la corretta posizione orbitale. Durante questa operazione, il controllo missione verificò che tutti i sistemi funzionassero correttamente e che l'allineamento fosse mantenuto. Dato che tutti i controlli furono positivi, l'operazione di station-keeping fu abbreviata e venne data l'autorizzazione per l'approccio finale.
La Sojuz TMA-06M si agganciò alla stazione alle 12:29 GMT del 25 ottobre 2012, 6 minuti prima del previsto. L'aggancio fu effettuato sul modulo russo MRM-2 Poisk mentre i due veicoli spaziali stavano sorvolando la parte meridionale dell'Ucraina ad una quota di 254 Km.
L'equipaggio effettuò per un'ora il normale controllo di tenuta prima di iniziare le procedure per l'apertura del portellone. Al termine del controllo, il portellone fu aperto ed il nuovo equipaggiò entro nella Stazione Spaziale verso le 15:15 GMT, salutati dai colleghi della Expedition 33 Sunita Williams, Jurij Malenčenko e Akihiko Hoshide.

## Ritorno sulla Terra
La Sojuz TMA-06M si sganciò dalla ISS il 15 marzo 2013 alle 23:43 PM (GMT) ed atterrò con successo alle 3:06:30 AM (GMT) del giorno seguente. L'atterraggio è avvenuto a nord della città di Arkalyk.